# 日本常識力検定
日本常識力検定（にほんじょうしきりょくけんてい）とは、「常識」を人と人との相互理解が円滑に行われるための基本的存在条件と定め、受験者の「常識力」を診断しレベルを認定する検定試験。2001年から開始された。民間団体・日本常識力検定協会が実施していたが、2011年の実施を最後に中止された。

## 出題内容
「常識力」を以下の6項目に定義し、それぞれのジャンルから出題される。
- 敬語とマナー（言葉づかいや冠婚葬祭）
- 暮らしの知恵（衣食住、健康や応急処置）
- 社会のしくみ（政治や環境についての理解）
- 生活の中の法律（身近な法律知識）
- 社会生活とお金（経済や産業についての理解）
- 知識と教養（ことわざ、慣用句、学校教育）

## 試験の概要

### 受験級
- 1級 - 家庭および近隣地域社会から、日本国内、国際世界や地域環境全体までを対象とする範囲。社会生活における応用的、専門的な知識および教養。
- 2級 - 家庭および近隣地域社会から、日本国内までを対象とする範囲。社会生活における発展的な知識および教養。
- 3級 - 家庭および近隣地域社会を対象とする範囲。社会生活における基礎的な知識および教養。

### 実施概要
- 原則年2回実施。随時実施する団体受験、自宅で検定を受けられる在宅受験(「準3級」)もある。検定級の併願は不可。
- 筆記試験（四択方式）。各級100問。試験時間90分。
- 合格基準は各級ともに100問中70問正解。結果とともに6分野の常識力チャート図もフィードバックされる。
- 検定料金は、1級8,000円、2級6,000円、3級4,000円。